# 高折枝
高折枝（16世紀—1612年），字能甫，號振吾，河南汝寧府固始县人，軍籍，明朝政治人物。

## 生平
戊辰（官年）十二月十三日生，倜傥多智，略生三日，中风死，有异僧来活之。及長，登萬曆十九年（1591年）辛卯科乡试第十七名举人，二十三年（1595年）乙未科會試第一百六十三名，廷試三甲第一百六十三名進士。工部觀政，二十四年四月授任重庆府推官，二十九年考察降一级。时杨应龙据播州，陷綦江，煽结九种恶苗，寇虐猖獗，朝堂命集诸道剿之。于是折枝慨然請缨，愿率土汉兵先入，以振国威。未几，播平，总督郭子章露布以聞，疏称劉綖功冠军，而折枝以书生请自将土汉，为南川将士先，入关最早，尤勇于趋事云，三十三年十二月论功擢升户部四川司主事添注管事，三十五年管崇文門税课，三十六年差江西监兑，升员外郎，三十七年六月升遼東寧前道佥事，次月調開原道，四十年四月升参议，整饬廣寧兵备，以尽力疆场，冒雾露，患痺痿卒。